# Municipio de Thompson (condado de Seneca)
El municipio de Thompson (en inglés: Thompson Township) es un municipio ubicado en el condado de Seneca en el estado estadounidense de Ohio. En el año 2010 tenía una población de 1443 habitantes y una densidad poblacional de 14,92 personas por km².

## Geografía
El municipio de Thompson se encuentra ubicado en las coordenadas 41°12′10″N 82°53′21″O / 41.20278, -82.88917. Según la Oficina del Censo de los Estados Unidos, el municipio tiene una superficie total de 96.7 km², de la cual 96,68 km² corresponden a tierra firme y (0,03 %) 0,03 km² es agua.

## Demografía
Según el censo de 2010, había 1443 personas residiendo en el municipio de Thompson. La densidad de población era de 14,92 hab./km². De los 1443 habitantes, el municipio de Thompson estaba compuesto por el 98,96 % blancos, el 0,21 % eran afroamericanos, el 0,07 % eran amerindios, el 0,21 % eran asiáticos, el 0,14 % eran de otras razas y el 0,42 % eran de una mezcla de razas. Del total de la población el 0,76 % eran hispanos o latinos de cualquier raza.